# 皮查卡內山 (普伊卡區)
14°46′51″S 72°29′23″W / 14.78083°S 72.48972°W
皮查卡內山（Pichaqani），是秘魯的山峰，位於該國南部阿雷基帕大區，由拉烏尼翁省的普伊卡區負責管轄，屬於萬索山脈的一部分，海拔高度約5,200米。